# Лісберн Дістіллері
«Лісберн Дістіллері» (англ. Lisburn Distillery Football Club) — північноірландський футбольний клуб з міста Лісберн, заснований у 1880 році.

## Досягнення
- Чемпіон Північної Ірландії (6): 1895/96, 1898/99, 1900/01, 1902/03, 1905/06, 1962/63.
- Володар Кубка Північної Ірландії (12): 1883/84, 1884/85, 1885/86,1888/89, 1893/94, 1895/96, 1902/03, 1904/05, 1909/10, 1924/25, 1955/56, 1970/71.
- Володар Кубка ліги Північної Ірландії (1): 2010/11.